# Teti (Sardinien)
Teti ist ein Ort in der Provinz Nuoro in der italienischen Region Sardinien mit 588 Einwohnern (Stand 31. Dezember 2023).
Teti liegt 57 km nordöstlich von Nuoro. Die Nachbargemeinden sind Austis, Ollolai, Olzai, Ovodda und Tiana.
In der Nähe des Ortes liegen die Nuraghensiedlungen S’Urbale und Abini, wo viele Bronzefiguren der Nuraghenkultur, darunter der „Dämon von Teti“, gefunden wurden. Diese Figurinen bilden die weniger geometrische Abinigruppe.

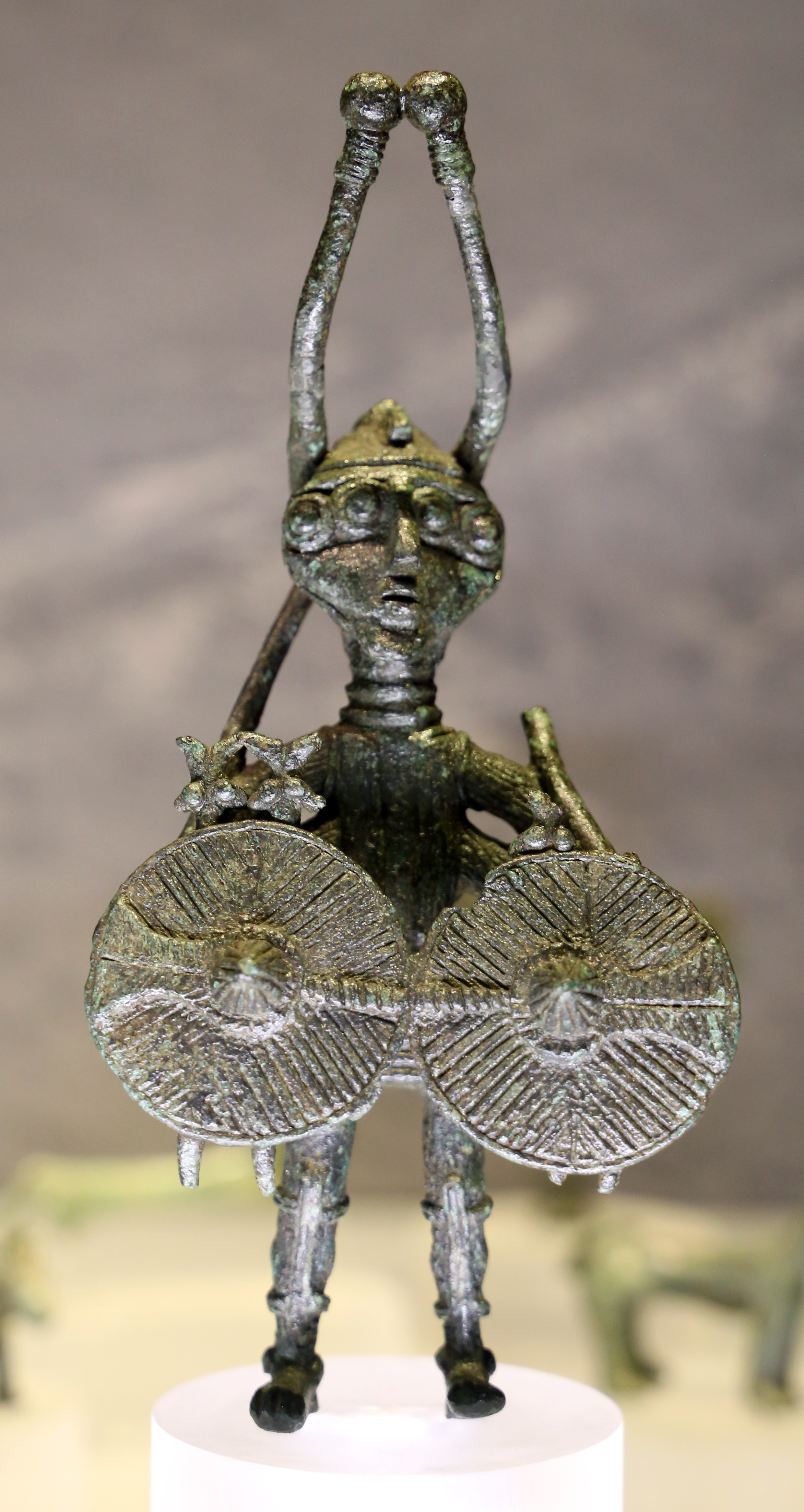
„Dämon von Teti“